# John Fogarty (rugby à XV, 1928)
Pour les articles homonymes, voir John Fogarty.
Pas d'image ? Cliquez ici

a Compétitions nationales et continentales officielles uniquement.

b Matchs officiels uniquement.
John Raymond Patrick Fogarty, né le 18 octobre 1928 à Brisbane et mort le 9 juillet 2007,, est un joueur australien de rugby à XV. Cet ailier est sélectionné à deux reprises en équipe d'Australie de rugby à XV en 1949. Il joue en club à Brisbane et pour la province du Queensland. Il est l'un des plus petits joueurs par la taille à évoluer sous le maillot des Wallabies.